# Helm (hora)
Helm (italsky Monte Elmo) je hora s vrcholem o nadmořské výšce 2433 m poskytujícím kruhové výhledy. Vrchol se nalézá na hlavním hřebeni Karnských Alp nedaleko od městečka Sexten, jižně nad údolím středního Pusteru.

## Historie
Vrchol Helm leží na státní hranici mezi Rakouskem (Východní Tyrolsko) a Itálií (Jižní Tyrolsko). Na vrcholu jsou z dálky vidět ruiny bývalého útočiště Helmhütte. V okolí se nacházejí pozůstatky četných vojenských objektů z horské války probíhající v letech 1915–1918.

## Geologie
Helm je nejzápadnějším vrcholem Karnských Alp a geologicky patří do jižní šedé zóny variské orogeneze (hornatiny). Kulatý kopulovitý tvar vrcholu je způsoben snadno erodovatelnými vrstvami břidlic s obsahem porfyru, které pocházejí z období prvohor (siluru). Tento vnější tvar Helmu byl v podstatě vytvořen ledovým příkrovem v miocénu a pokračuje dále na východ směrem ke karnskému hlavnímu hřbetu. To dává oblasti charakter nízkého pohoří, který je pro jižní část Centrálních Alp neobvyklý.

## Cestovní ruch
Dnes je vrchol hory, na který lze snadno vystoupat, oblíbeným výletním cílem jako vyhlídkový bod na Sextenské Dolomity. Vrchol je snadno dostupný z horních stanic lanovek vedoucích ze Sextenu i Obervierschachu. Kromě toho je jeho západní strana využívána jako lyžařský areál s mnoha vleky a snadnými až středně obtížnými sjezdovkami. Je západním výchozím bodem pro stezku Karnischer Höhenweg (č. stezky 03), která vede v několika variantách na východ v délce více než 100 kilometrů až do Nassfeldu. Helm je také známý svými turistickými stezkami a flórou a faunou.

## Galerie

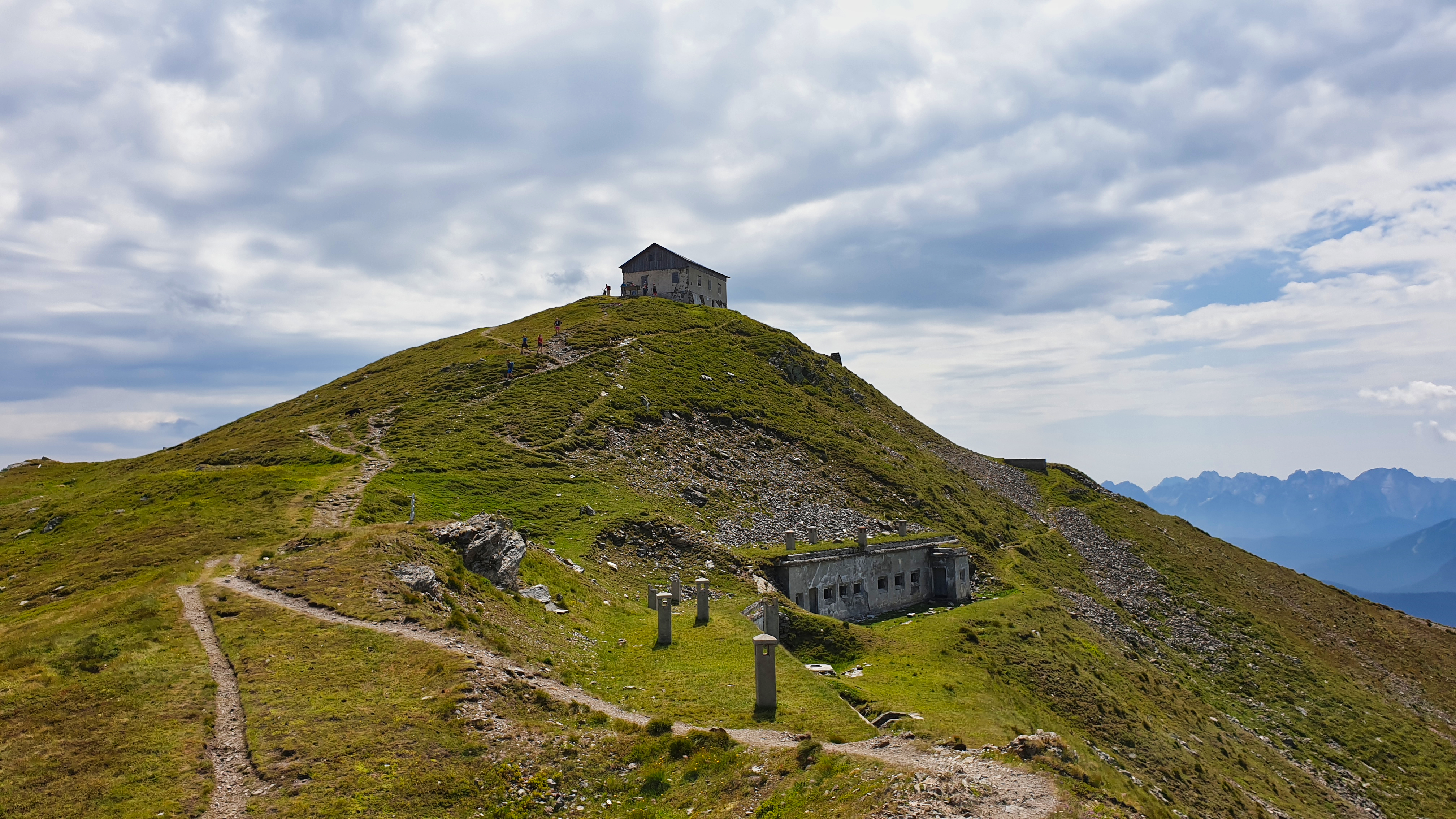
bývalé útočiště Helmhaus na vrcholu
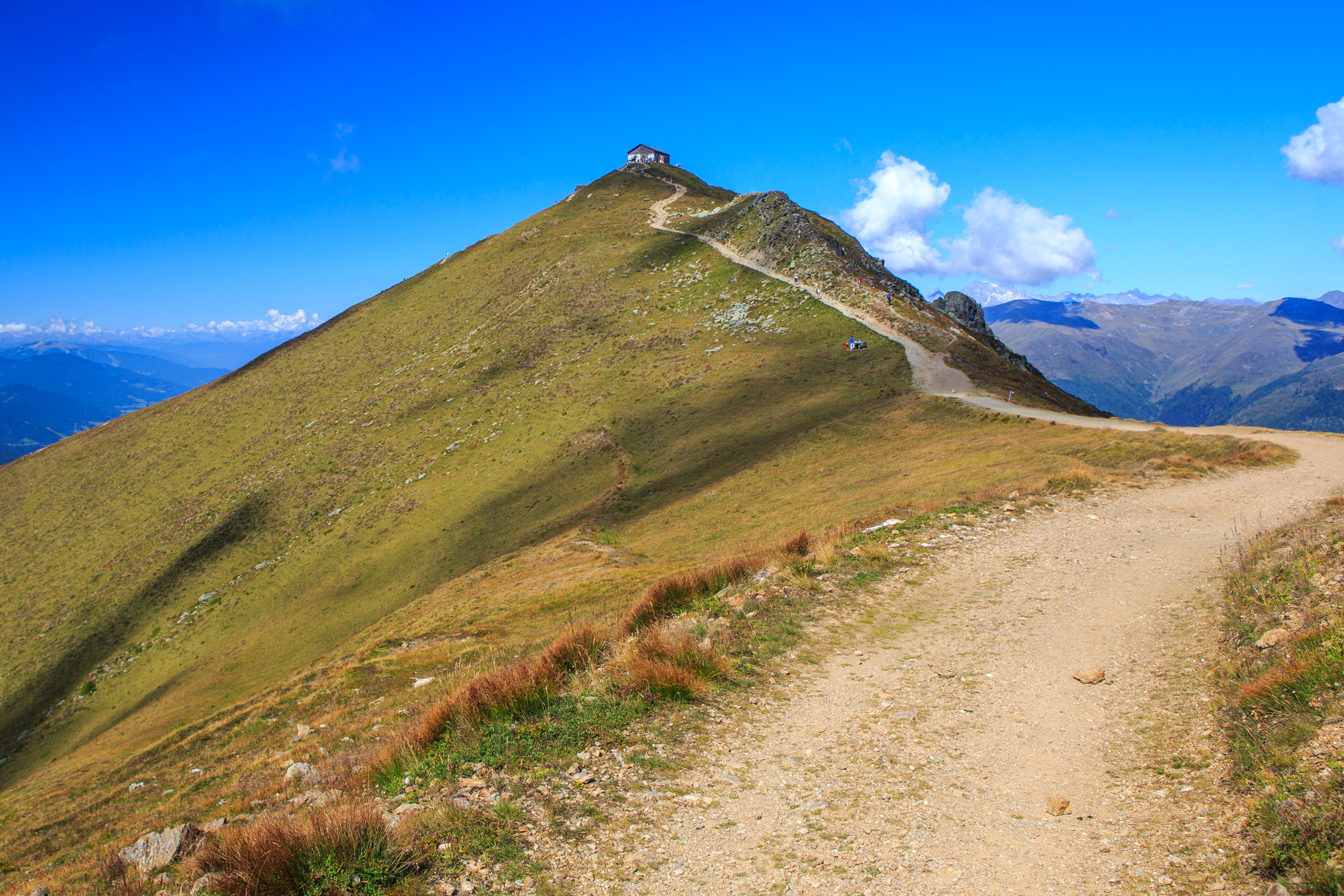
pohled na vrchol Helmu od Sillianerhütte
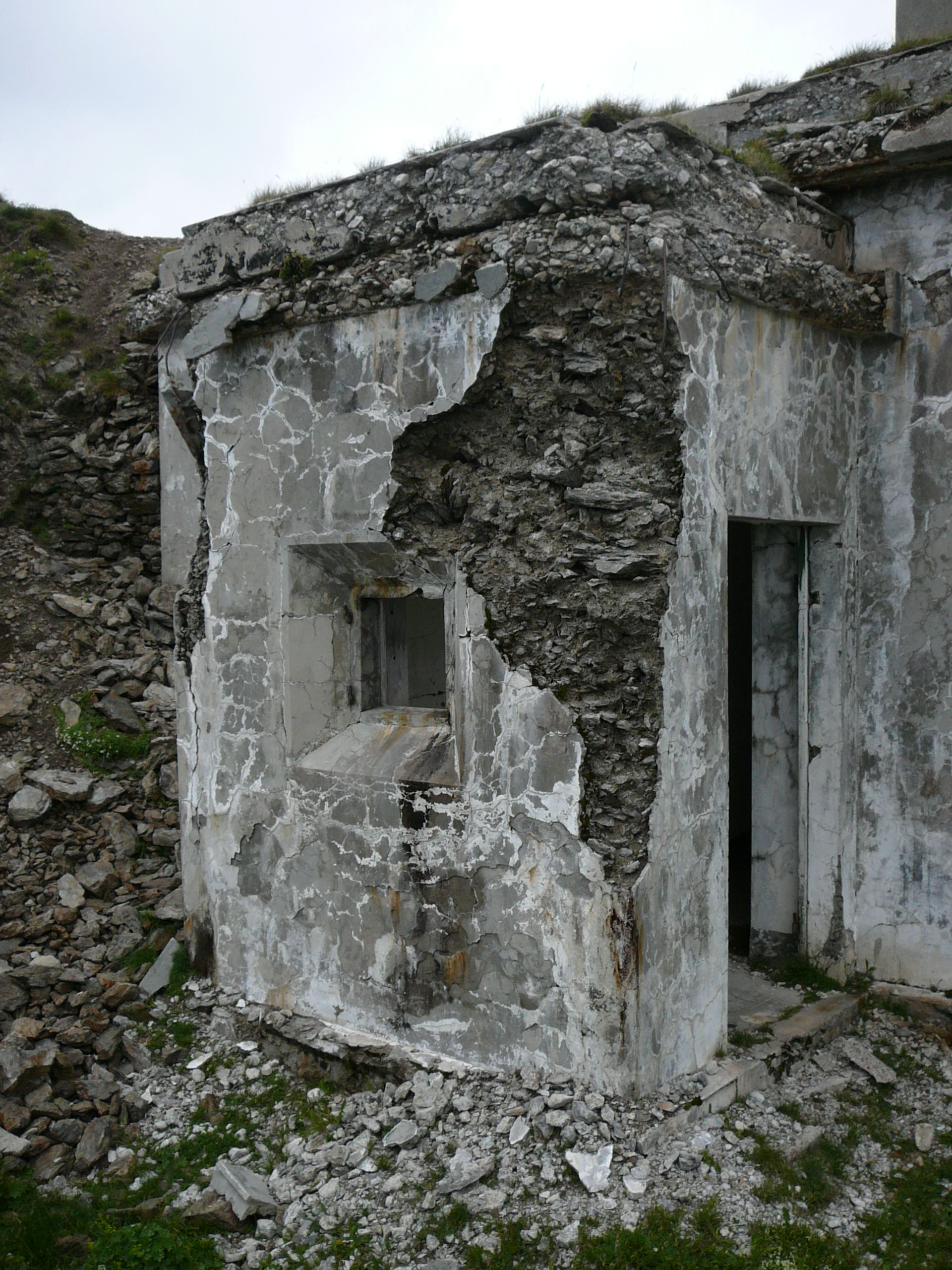
pozůstatek vojenské pevnůstky